# Hemisaurida
Genre
Espèces de rang inférieur
- † Hemisaurida neocomiensis Kner, 1867 (espèce type)
- † Hemisaurida hakelensis

Hemisaurida (littéralement « demi-lézard ») est un genre éteint de poissons à nageoires rayonnées, un téléostéen de l'ordre des Aulopiformes qui vivait au début du Crétacé supérieur (Cénomanien). Ses fossiles sont connus en Europe et dans les couches à poissons du Mont Liban (Liban),.